# Cal Fanalé
Cal Fanalé és una obra de Igualada (Anoia) protegida com a Bé Cultural d'Interès Local.

## Descripció
Edifici destinat a planta baixa comercial i quatre plantes d'habitatges. El seu interès es troba en la composició de la façana que és una interpretació lliure dels elements racionalistes. Destaca el tractament molt pla de la façana -trencat només pel balcó corregut de la primera planta- en la que la verticalitat que li donen les tres franges i les finestres allargades dels extrems queda compensada per l'horitzontalitat de la finestra central. Horitzontalitat que queda remarcada pel tractament de les baranes i l'especejament dels vidres (especialment la franja de vidre glaçat). La finestra està rematada per una sòbria cornisa. A la planta baixa, actualment transformada, hi havia una botiga i un vestíbul que eren la màxima expressió del racionalisme igualadí.

## Història
El projecte de remodelació de l'edifici afectat pel bombardeig de la Guerra Civil és del 19-04-1939. Uns mesos després, el 31-12-1939, es dona permís de llicència per construir de nou la façana, es fan obres a l'interior de les plantes i n'aixequen una de més. El promotor és Ignasi Castelltort i Llambès.
El 1972 es fa una reforma de la façana de la botiga i de la planta baixa (vestíbul) amb la qual cosa els valors racionalistes es perden.
El 1994 hi ha una remodelació total a la botiga.